# بورتريه إيزابيلا ديستي (تيتيان)

لوحة زيتية على قماشي بمقاس: 102 سم × 64 سم (40 × 25 إنش) الموجود في متحف تاريخ الفنون في فيينا، النمسا

صورة إيزابيلا ديستي (أو إيزابيلا باللون الأسود) هي لوْحةُ زيْتيّةٌ على قُماشٍ لِلرّسّامِ الإيطالي تيتيان، اُكتُمِلتِ بيْن عامي 1534 و 1536 . تُظهِرُ الصّورة ماركيز مانتوفا إيزابيلا ديستي، اِبنة إركولي الأول ديستي، دوقٌ فيرارا، وإليانور نابولي معً إرمين زيبيلينو ملفوفاً على كتِفِها. بِالرّغمِ مِن أنّ الصّورة توضِحُ امرأة شابّةً إلّا أنّها كانت في الثّانيَةِ والسِّتّيْنِ مِن العُمرِ عِند رسمِها، كانت إيزابيلا طُموحةً اجتماعيًا وتُدرِك تأثير رسم لوْحةٍ لها على يد فنّانين مشهورينً على سُمعتِها وهيْبتها فقامت بِتكليفِ كل ليوناردو دا فينشي وأندريا مانتينيا للقيام بذلك.
تُمثِّلُ هذِهِ الصّورةُ إحدى الصّورتيْنِ اللّتيْن رسمهُما تيتيان؛ إيزابيلا بِاللّوْنِ الأحمرِ (أوْ إيزابيلا المُسِنّة) عام 1529 وهي معروفةً فقطُّ مِن خِلالِ نُسخةِ بيتِرِ بوْلٍ روبنز. أظُهرٌ ذلِكً إيزابيلا أكثرٌ عُمرًا ورِعايَةٌ، لكِنّها كانت مُستاءةٌ لِلغايَةِ مِن الصّورةِ لذلك طُلِبت صورة مِثاليّة أخرى تظهر فيها أنها أصغر بحوالي أربعين عاماً. يذكُرُ مُؤرِّخُ الفنِّ ليونيلً كُستِ أنّ شُهرةً إيزابيلا وشُهرتها لم تكُن بسبب «الجمال، ولكِنّ بسببِ الفِكرِ والشّخصيّةِ».كُتِب فريدٌ كلينر أنّ العمل هوَ «تصويرُ مُميّزٌ لِراعيِهِ المُؤكِّدِ والمُؤكِّدِ ذاتيًا والّذي لا يدين إلّا بِنموذجِهِ». اللوحة اليوم موجودة في متحف تاريخ الفنون، في فيينا.

## خلفية اللوحة
رُسمت إيزابيلا عدة مرات في شبابها. خطبت ماركيز مانتوفا فرانشيسكو غونزاغا عام 1480 عندما كانت في السادسة من عمرها. ثم تزوجا لاحقاً بعدما أصبحت في السادسة عشر من العمر.رسمها Cosme Tura عندما كانت طفلة وفي عدة مناسبات أخرى منها فترة زفافها، حيث كرّمت بصنع ميدالية تذكارية تحمل صورتها في ذات العام.  كانت تنتقد صورة من تأليف أندريا مانتيجنا بعد عام 1493، وبحلول عام 1510 أصبحت منهكة جدًا من تمثيلات تشابهها. يبدو أنها كانت تخشى آثار العمر، وكانت امرأة قصيرة قلقة من أن تصبح شجاعة.

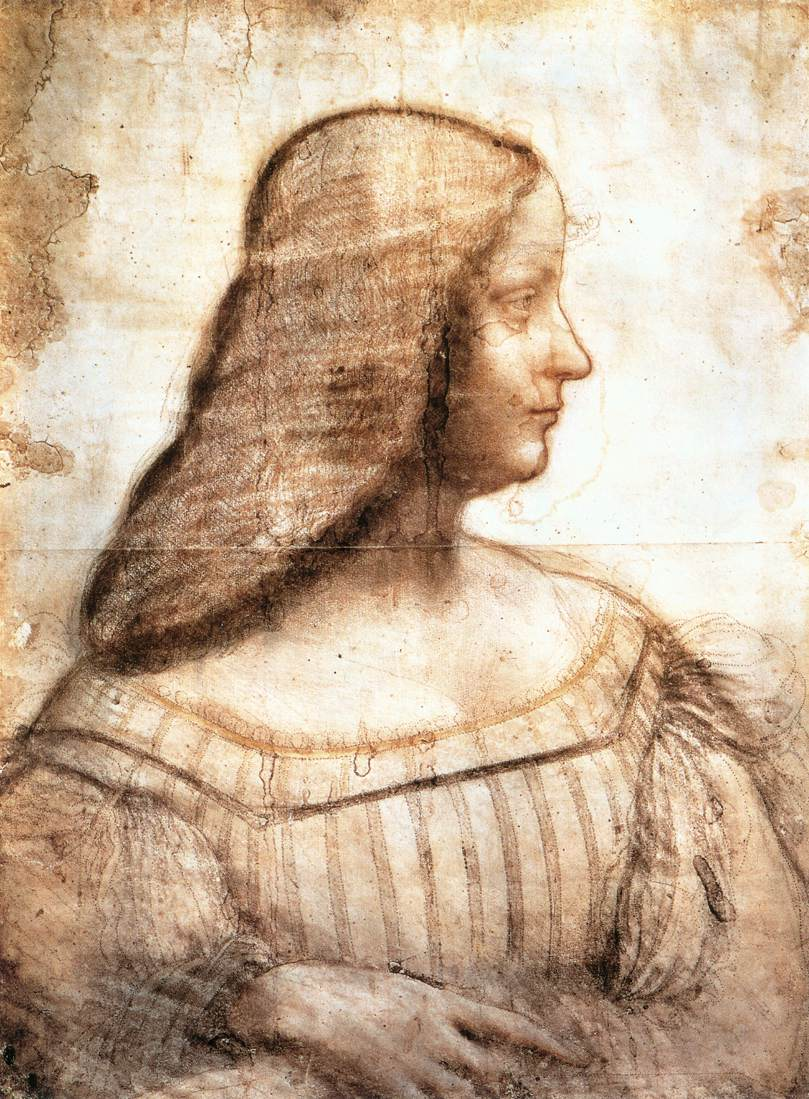
رسم إيزابيلا في شبابها لصورة مقصودة ، منسوبة إلى ليوناردو دا فينشي

احتفظت بأفكار قوية جدًا لبقية حياتها حول كيفية تصويرها. من عشرينيات القرن الخامس عشر، طلبت أن يتم رسمها من الأوصاف المكتوبة - مع الأساس المنطقي الذي مفاده أن الكلمات تجسد جوهر الشخص بشكل أوثق من جلسات الحياة. كان هذا مناسبًا لـ Titian ، الذي كان مطلوبًا كثيرًا كصورة بورتريه، ولم يعجبه السفر، وعلى أي حال كان يفخر بحقيقة أنه يمكنه التقاط شبه من الوصف المكتوب. ومع ذلك، رفضت صورته الأولى، إيزابيلا المفقودة الآن باللون الأحمر عام 1529، وشعرت أنها لم تتملق، وبعد خمس سنوات طلبت منه أن يرسم صورة ثانية. تشير الشكاوى المسجلة في اللوحة الأولى إلى أن آخر شيء سعى إليه المستفيد كان أي شيء يقترب من الشبه. كان هناك استياء من تصوير أنفها ووضعيتها وزيها وتعبير وجهها وإبراز حولها.

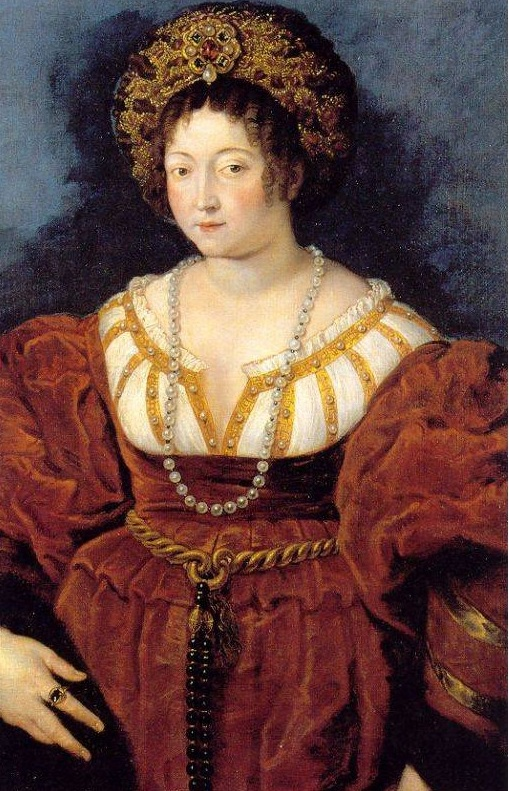
نسخة روبن من إيزابيلا تيتيان 1529 باللون الأحمر. كانت إيزابيلا تبلغ من العمر 55 عامًا عندما تم رسم النسخة الأصلية ، لكنها كانت غير راضية عن مظهرها الراعي وطلبت طلاء تيتيان صورة ثانية ، تظهرها كامرأة في العشرينات من عمرها

سعت إيزابيلا للتأثير على تيتيان من خلال إرسال صورة له عام 1511 رسمها فرانشيسكو فرانسيا، والتي تظهرها كامرأة شابة وتسلط الضوء على جمالها البنت. استند هذا العمل بدوره إلى صورة سابقة (ربما كانت لورينزو كوستا أو رسم ليوناردو) ووصف أختها غير الشقيقة لوكريزيا ديستي بينتيفوليو الشفوية.   أعطيت فرانسيا الفرصة للسفر إلى مانتوفا حتى تتمكن إيزابيلا من الجلوس، لكنه رفض، معتقدًا أنه سيرسم بشكل أفضل من الرسم والوصف المكتوب. كان هذا مناسبًا لإيزابيلا، الذي كتب له أنه «جعلنا بالفعل أكثر جمالًا بفنك من الطبيعة التي جعلتنا نعيشها». ومع ذلك، كانت لديها شكوك لاحقًا في أن هذا العمل هو كيف يمكن رؤيتها وتذكرها من قبل؛ اعتقدت أنها جعلت عينيها تبدو «سوداء للغاية» وأن الظلال كانت ثقيلة للغاية، وطلبت أن يتم تفتيح كلاهما. 
ساعد تيتيان الوصف المكتوب لجيان جيورجيو تريسينو لإيزابيلا. كانت سعيدة للغاية بتصوير Titian الثاني لدرجة أنها كتبت، «صورة يد Titian هي من نوع ممتع لدرجة أننا نشك في أننا كنا، في هذا العمر الذي يمثله، مثل هذا الجمال الموجود فيه.» 
البعض الآخر لم يعجبهم الخداع الواضح لإيزابيلا الأخيرة باللون الأسود . ووصف الكاتب والكاتب الساخر المعاصر بيترو أريتينو اللوحة النهائية بأنها «قبيحة غير شريفة» و «مزخرفة بشكل غير أمين إلى حد كبير» والتي أظهرت «أسنان بيضاء» و «رموش عاجية».  يميل مؤرخو الفن الذين يفحصون العمل إلى التركيز على الغرور، بينما يعترفون إلى حد كبير بأن نساء البلاط في ذلك الوقت كانوا معروضين علنًا ويتوقعون أن يكونوا سعداء جسديًا وساحرون شخصيًا بينما يظهرون في نفس الوقت علامات التواضع والعفة. لم تكن هذه هي المرة الأولى التي يغرق فيها تيتيان حاضنة بصورة مجددة أو رجعية أو مثالية؛ تظهر صورته لفيليب الثاني من إسبانيا الملك، الذي كان ضعيفًا في الحياة، كبطل عسكري يغمره الضوء لمنح هالة للبطل وهالة فعلية. 

## هوية الحاضنة

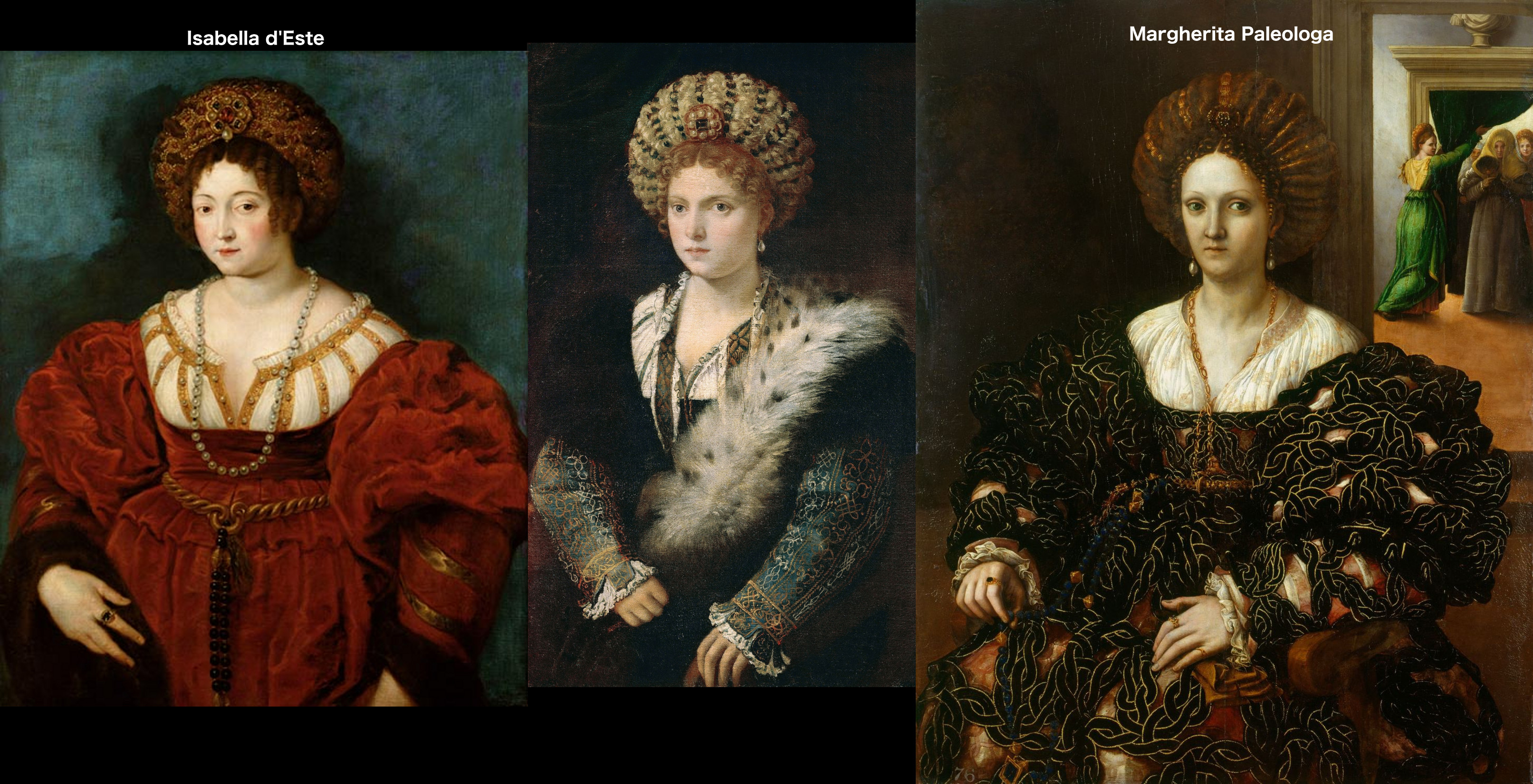
غيرت صورة رومانو عام 1531 الهوية من إيزابيلا ديستي إلى خليفتها مارجريتا باليولوجا

توصف صورة إيزابيلا ديستي بأنها صورة لملكة قبرص (قائمة جرد الأرشيدوق ليوبولد فيلهلم من النمسا عام 1659) وتم تحديدها من خلال نقش على نقش لوكاس فورسترمان لنسخة من بيتر بول روبنز. تم رفض هذا التحديد من قبل خبراء Titian Leandro Ozzola و Wilhelm Suida.  حدد Ozzola Titian's La Bella (Palazzo Pitti ، فلورنسا) على أنه صورة شبابية، بسبب المثالية الأكثر تشابهًا والتشابه مع الصور الأخرى لإيزابيلا (أي "Ambras Miniature"، KHM فيينا).

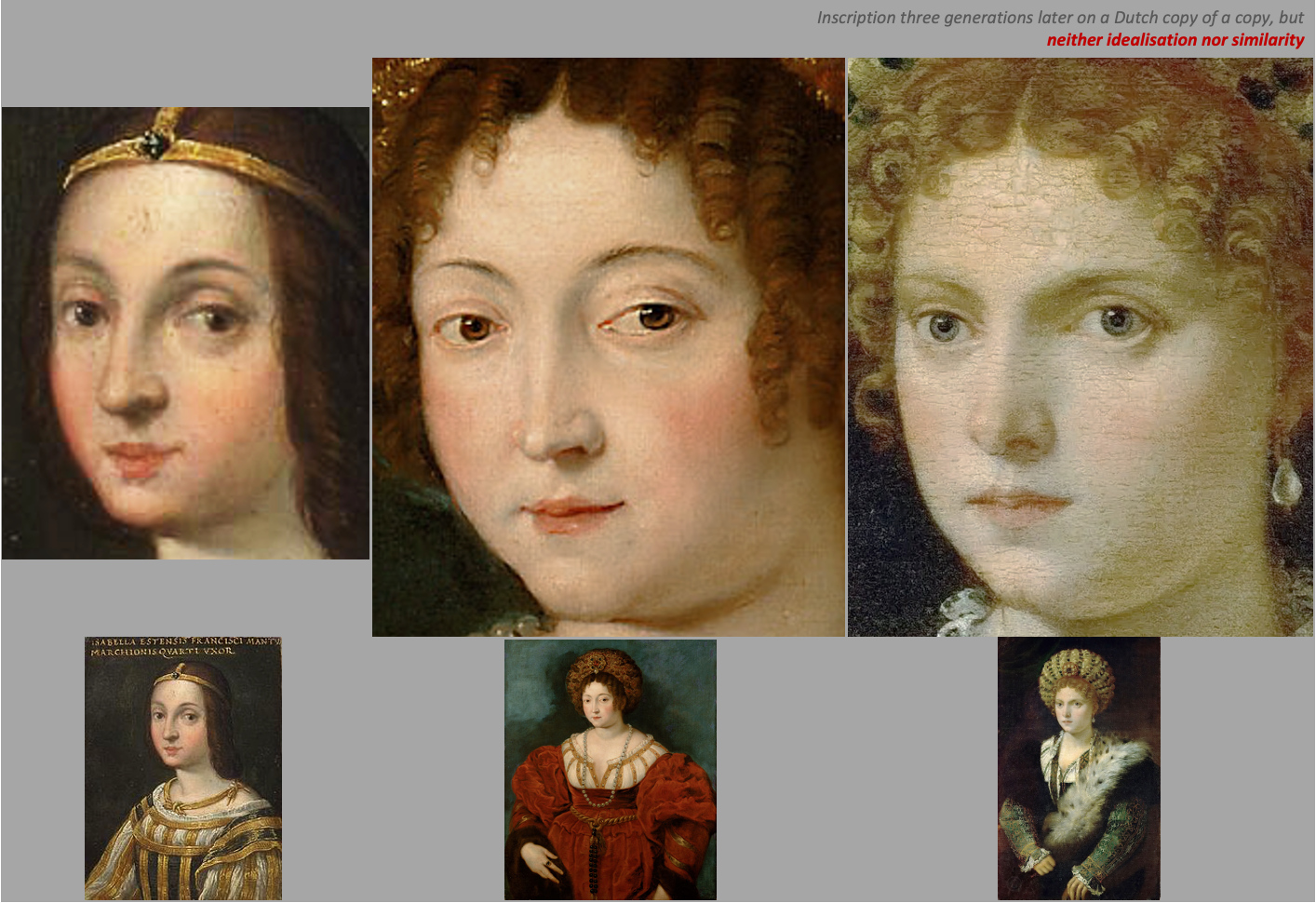
صور إيزابيلا ديستي

حددت رونا جوفي إيزابيلا استنادًا إلى عقد الأكمام في ثوبها، والتي تحتوي على نمط معروف بتكليفها. تشمل القرائن التعريفية الأخرى خط العنق المتدلي المميز وغطاء الرأس المتقن،  ولكن الصورة ذات الصلة لجوليو رومانو 1531 (الآن في المجموعة الملكية، لندن) غيرت التعريف من إيزابيلا ديستي إلى مارجريت باليولوجا في السنوات الأخيرة. يتناقض اللون الرمادي الفاتح لعينيها مع الصور الأخرى التي تكون عينيها بنية.

## وصف

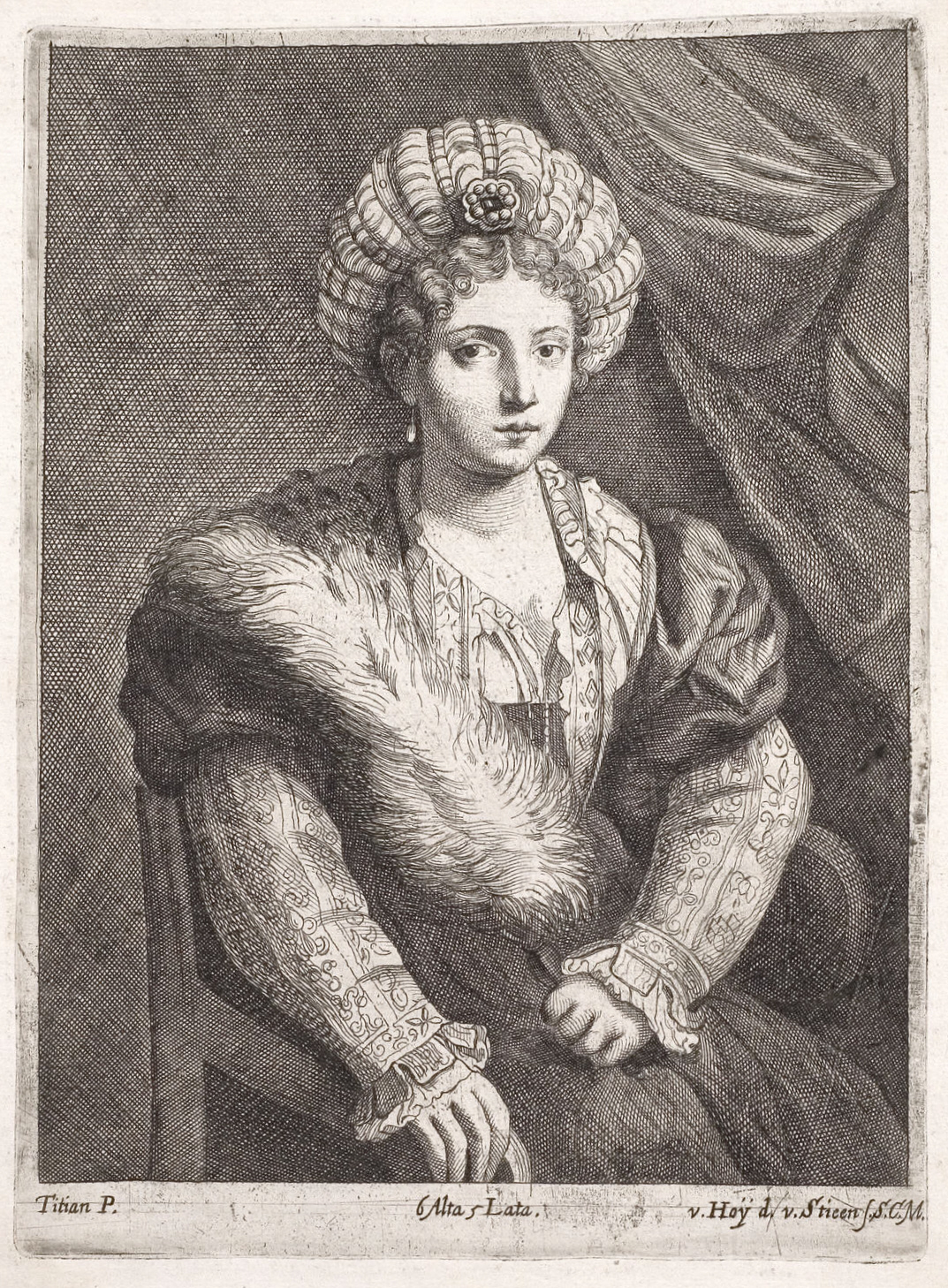
نقش من قبل نيكولاوس فان هوي وفرانسيسكوس فان دير ستين يوضح قياسات اللوحة الأصلية على أنها "6 ألتا 5 لاتا" (ارتفاع عرض النخيل 6 عرض عرض النخيل 5)

تركز اللوحة الثانية لتيتيان على مكانتها الاجتماعية العالية، وشخصيتها القوية، وذكائها، وعلى الروايات المستعملة لجمالها. كانت إيزابيلا جامعاً للفنون العتيقة والمعاصرة، وكراعٍ قوي للثقافة كان مسؤولاً جزئياً عن تطوير محكمة راقية للغاية في مانتوا. بسبب هذا Titian ، كرسام مفوض في بعض الأحيان، كان سيعتمد اقتصاديًا، وحريصًا جدًا على الإطراء على جليسته. على الرغم من تصويرها على أنها امرأة جميلة أصغر سنا، إلا أن المشاهد لا يساوره أي شك فيما يتعلق بوضعها الاجتماعي المرتفع وتطورها الثقافي. لديها فم صغير مستدير وعين بيضاوي كبير وحاجبين مقوسين داكنين. لديها بشرة شاحبة ولكن الخدود الوردية، وغمازة في نهاية ذقنها.  هناك ازدواجية في تعبير وجهها. على الرغم من أنها تتمتع بسمات ناعمة، إلا أن شخصيتها القوية والقوية واضحة، ويبرزها حقيقة أن جسدها صلب ويجلس في وضع مستقيم، مما يمنحها جواً من المستعدين.
شعرها الأحمر مقيد في أوبدو، وترتدي غطاء رأس بالزو فاخر. ثوبها مطرز بشكل غزير مع المخمل على شريط من الأوشحة. وهي تحمل زيبلينو الإرمني وأكمامها مزينة بالبروك الذهبي والفضي.  في بعض الأماكن يصطف الحرير بالجواهر. يعكس العمل ميل تيتيان إلى التركيز على يديه، مع أكمام مزخرفة بدقة وتفاصيل دقيقة تعمل على جذب انتباه المشاهدين نحو يديها. 